# Новый общественный договор
Новый общественный договор (нидерл. Nieuw Sociaal Contract) — нидерландская политическая партия, идеологическое направление которой обосновывается тезисом о необходимости эффективного управления через социально-ориентированную рыночную экономику.

## История
В феврале 2021 года член партии «Христианско-демократический призыв» (ХДП) Питер Омтзигт опубликовал манифест под названием «Новый общественный договор», где он в рамках представленной концепции политико-административной системы выдвинул предложения по возможным изменениям внутри страны. Эти идеи предназначались для предвыборной программы его партии на ближайших парламентских выборах. Однако, после утечки информации о нелестном мнении Омтзигта по поводу функционирования и стандартов поведения в ХДП и последующей размолвке с Вопке Хукстра, ставшим её лидером, Омтзигт покинул ряды партии, будучи всё же избранным преимущественным голосованием в Палату представителей, и продолжил работу в своей созданной фракции, состоявшей из одного человека.
В августе 2023 года, когда пал четвёртый кабинет Рютте и были объявлены всеобщие выборы, Омтзигт возвратил в жизнь свой манифест, создав партию под одноимённым названием, а в сентябре был представлен список из 44 человек — претендентов на депутатские посты, где прослеживалось преимущество за бывшими парламентариями от ХДП, но также в нём были и члены правящей Народной партии за свободу и демократию, и люди без политического опыта. Последние участвовали в акции новой партии, которая предложила подать онлайн-заявку на их сайте, подписавшись под излагаемыми принципами. Их избрали из 2400 зарегистрировавшихся кандидатов. По итогам выборов, партия получила 20 мандатов и стала четвёртой по своей величине, первоначально отказываясь вступать в потенциальное коалиционное правительство с крайне правой Партией свободы, набравшей большинство. Среди расхождений в позициях двух партий были названы вопросы экономики.
После длительных переговоров в мае 2024 года «Новый общественный договор» заключил соглашение с Партией свободы, Народной партией за свободу и демократию и «Фермерско-гражданским движением» о формировании нового правительства, в котором ему достались четыре министерских портфеля — министр внутренних дел, министр иностранных дел, министр по делам занятости и министр образования, культуры и науки, а также посты двух секретарей в министерстве финансов и одного в министерстве юстиции и безопасности.

## Позиции
«Новый общественный договор» описывается как центристская, коммунитарстская и анти-истеблишмент партия. Она выступает с позиций критики опыта неолиберализма в Нидерландах и тяготеет к социальной справедливости, ссылаясь на опыт шведской системы. В целом, по социальным вопросам партию часто сравнивали с левоцентристами (с альянсом Партии труда и Зелёных левых в парламенте), однако НОД остаётся консервативным в вопросах иммиграции, а Омтзигт причислял партию к правоцентристам. Согласно опросам, «Новый общественный договор» привлекает избирателей всего политического спектра.
Во внешних делах, в общей сложности, партия исповедует проевропеизм, выступая при этом за дебюрократизацию Евросоюза и за отказ от непопулярных программ ЕС. Также партией были озвучены мнения о прекращении дополнительной финансовой поддержки Украины в ходе российско-украинской войны и сомнение в вопросе её вероятного членства в Европейском союзе.